# غلين كامينغز
غلين كامينغز هو سياسي أمريكي، ولد في 2 أبريل 1961 في باث في الولايات المتحدة. نشط حزبياً في الحزب الديمقراطي. وقد انتخب رئيس مجلس نواب ولاية مين ‏.